# مريم بولسن
مريم بولسن (بالنرويجية: Miriam Paulsen)‏ (و. 1980  م) هي سياسية نرويجية.

## مناصب
تولت منصب member of the Sami Parliament of Norway ‏ (2009–2013)
- member of the Sami Parliament of Norway ‏ (2005–2009).